# 안핑구

안핑 구의 위치

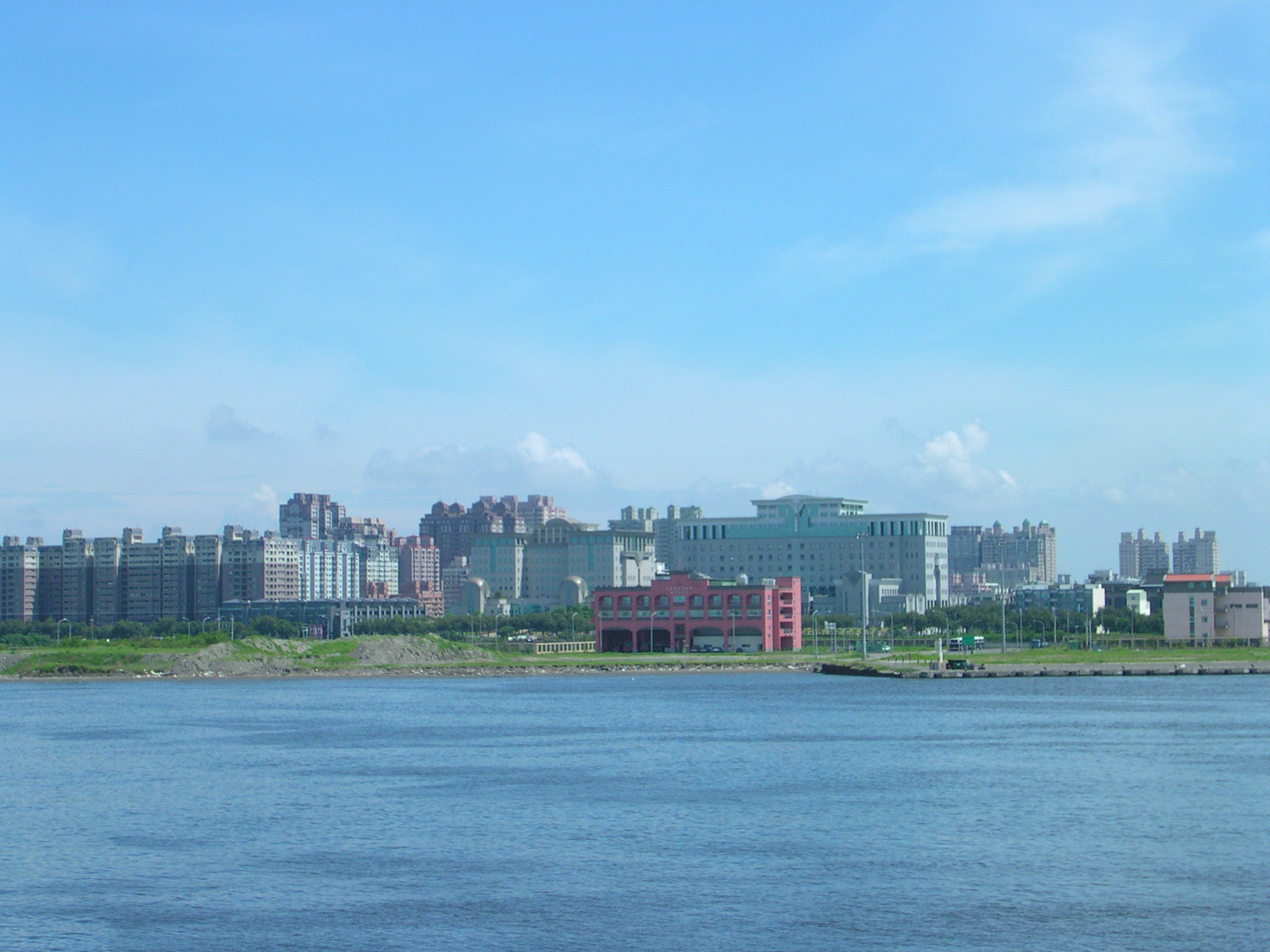
안핑 항

안핑구(한국어: 안평구, 중국어: 安平區, 병음: Ānpíng Qū)는 중화민국 타이난시의 시할구이다. 넓이는 11.0663km2이고, 인구는 2015년 8월 기준으로 65,348명이다.

## 지리
타이난 시의 서부에 위치하고 안난 구, 중시 구, 타이난 시와 접하며 서쪽은 타이완 해협이다.

## 역사
안핑의 역사는 17세기에 네덜란드 동인도 회사가 타이위안/다위안(台員, 台圓/大員, 大圓, 현재의 타이완이라는 이름의 기원)을 점령했을 때로 거슬러 올라간다. 일본 제국의 타이완 통치 시기(대만일치시기)에 안핑에서 중국과 일본 간의 교역이 시작되었다.
안핑은 19세기까지 타이완 본토와 분리된 작은 섬이었다. 해류 때문에 타이완과 안핑 섬 사이의 작은 석호가 메워져 점차 사라지게 되었고 안핑은 타이완의 일부가 되었다.

## 교통
- 안핑 항

## 관광
- 질란디아 요새
- 이짜이 금성